# Río Chiriquí
Río Chiriquí è un comune (corregimiento) della Repubblica di Panama situato nel distretto di Kusapín, comarca di Ngäbe-Buglé. Si estende su una superficie di 596,3 km² e conta una popolazione di 3.658 abitanti (censimento 2010).